# Prámanda
Prámanda, en grec moderne : Πράμαντα, est un village et un ancien dème du district régional de Ioánnina, en Épire, Grèce. Depuis 2010, il est fusionné au sein du dème des Tzoumérka-du-Nord.
Selon le recensement de 2011, la population du dème compte 1 774 habitants tandis que celle du village s'élève à 1 137 habitants.
La localité abrite un centre d'information pour les visiteurs du parc national de Tzoumérka-Achelóos-Ágrafa-Météores.